# Пасюковка
Пасюковка (на руски: Пасюковка) е село в Кантемировски район на Воронежка област на Русия, намиращо се на 7 km от Журавка и на 17 km северозападно от районния център Кантемировка.
Влиза в състава на селището от селски тип Журавское.

## География

### Улици
- ул. Колхозная,
- ул. Ударная.

## История
Основано е като хутор през 1775 г. от войсковите жители с фамилия Пасюкови: Фьодор, Аким и Осип (откъдето е и името на селото). По данни от 1995 г., в селото има 45 къщи и 114 жители, начално училище и селски магазин.

## Население
| 2010 |
| ---- |
| 76   |